# Světec
Světec (niem. Schwaz) – gmina w Czechach, w powiecie Cieplice, w kraju usteckim. Według danych z dnia 1 stycznia 2014 liczyła 1 006 mieszkańców.